# Ruddell
Ruddell es un pueblo canadiense situado en la provincia de Saskatchewan.

## Superficie
Ruddell tiene una superficie de 0,47 km².

## Demografía
En 2021, tenía 20 habitantes, una densidad poblacional de 42,4 hab./km², y 11 viviendas.